# Utricularia cecilii
Utricularia cecilii är en tätörtsväxtart som beskrevs av Peter Geoffrey Taylor. Utricularia cecilii ingår i släktet bläddror, och familjen tätörtsväxter. Inga underarter finns listade i Catalogue of Life.